# Mamqān
Mamqān (persiska: مَمَقان, مَمقان, ممقان, ماماگان) är en ort i Iran.   Den ligger i provinsen Östazarbaijan, i den nordvästra delen av landet, 500 km väster om huvudstaden Teheran. Mamqān ligger 1 367 meter över havet och antalet invånare är 13 365.
Terrängen runt Mamqān är kuperad åt sydost, men åt nordväst är den platt. Terrängen runt Mamqān sluttar brant västerut. Runt Mamqān är det tätbefolkat, med 459 invånare per kvadratkilometer. Närmaste större samhälle är Āz̄arshahr, 9,3 km söder om Mamqān. Trakten runt Mamqān består i huvudsak av gräsmarker.